# Золотой клад Балтимора

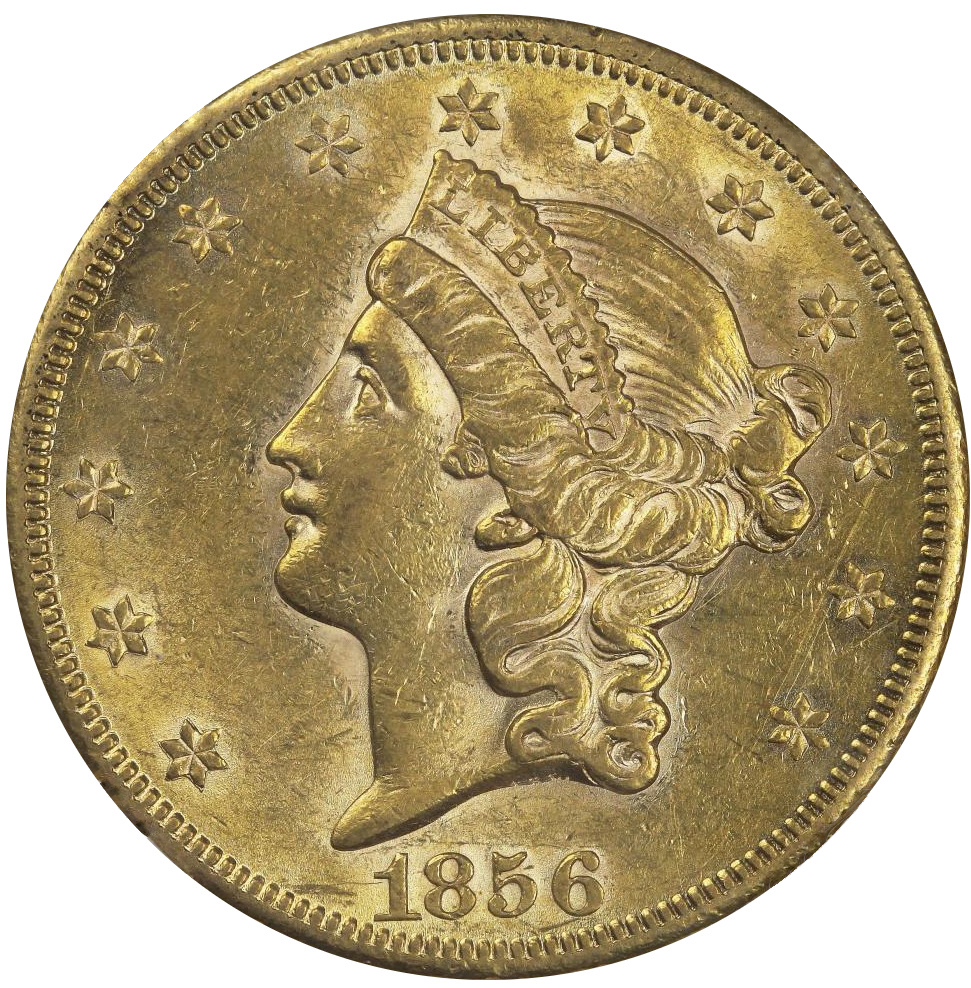
Двойной орёл, подобный изображённому здесь, был самой дорогой монетой в кладе, проданной на аукционе за 105 долларов.

Золотой клад Балтимора был обнаружен в виде золотых монет двумя мальчиками-подростками в Балтиморе, штат Мэриленд, США, в 1934 году.
31 августа 1934 года 16-летний Теодор Джонс и 15-летний Генри Гроб нашли 3558 золотых монет в двух медных горшках в доме Джонса. Клад состоял из золотых монет номиналом 1, 2,50, 5, 10 и 20 долларов 1830-х, 1840-х и 1850-х годов.
Мальчики не могли сохранить золото из-за Закона о золотом резерве 1933 года, который объявил частную собственность на золото незаконной. Поэтому они передали золото полиции.
После многочисленных судебных разбирательств с несколькими сторонами, утверждающими, что золото принадлежит им, в 1935 году монеты были проданы на аукционе за 20 000 долларов. Двум мальчикам было присуждено 6000 долларов (что эквивалентно 118 587 долларам в 2021 году), которые они смогут получить, когда им исполнится 21 год. Но Генри Гроб умер раньше.